# 房院背后遗址
房院背后遗址，位于中国青海省湟中县大源乡石嘴村，为青海省市县级文物保护单位，公布日期为1983年3月25日，类型为古遗址。
房院背后遗址的历史年代为卡约文化。